# Тумен

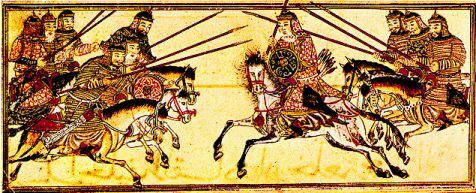
Монгольские всадники. Персидская миниатюра XIV в.

Ту́мен или туме́н (др. тюрк. ‏tÿmän‎, монг. түмэн, каз. түмен, узб. tuman, кирг. түмөн, тат. төмән, тур. tümen) — наиболее крупная организационная тактическая единица монгольского войска XIII—XV веков, численность которой составляла обычно десять тысяч всадников.
Туменом в Монгольском государстве также называлась такая административно-территориальная единица, население которой обязано было выставлять десять тысяч воинов.

## История
… Захватив в 1240 г. Средний и Нижний Днепр, монголы изгнали русичей в леса, обратив весь край в кочевья. Его правобережную часть пересек широкий Черный шлях — дорога, пробитая и опустошенная туменами при походах в Европу. …— Иван Черников «Русские Украйны. Завоевания Великой Империи», Санкт-Петербург, 2008 год.
На практике, число воинов в тумене нередко бывало меньше десяти тысяч. В основном это касается частей монгольского войска, состоявших не из собственно монголов, а набранных среди покорённых народов.
Тумен делился на тысячи, или минганы (кюганы), которые, в свою очередь, делились на сотни (джагуны), а последние — на десятки (арбаны). Возглавлялся темником. В боевом порядке войска мог составлять авангард, правое или левое крыло, а также входить в состав главных сил. Туменом в Монгольском государстве также называлась такая административно-территориальная единица, население которой обязано было выставлять десять тысяч воинов. Считается[кем?], что термин впервые был использован в период монгольских завоеваний, однако встречается довольно часто в письменных памятниках орхоно-енисейской руники, датируемой периодом Тюркских каганатов (552—603 годы).
Возможно, от этого слова произошло название города Тюмень в России, а также получила своё название река Туманган (ныне Туманная).